# Megachile edwardsiana
Megachile edwardsiana är en biart som beskrevs av Heinrich Friese 1925. Megachile edwardsiana ingår i släktet tapetserarbin, och familjen buksamlarbin. Inga underarter finns listade i Catalogue of Life.